# Pontassieve
Pontassieve (Pontassiève, /pontasˈsjɛve/) è un comune italiano di 20 093 abitanti della città metropolitana di Firenze in Toscana, situato a circa 13 km dal capoluogo. Sorge sulla riva destra del fiume Arno alla confluenza col fiume Sieve, da cui trae il nome. Prima della realizzazione della variante, era attraversato dalla Strada Statale 67 Tosco-Romagnola, nei pressi dell'incrocio con le Strade Regionali 69 del Valdarno e 70 del Passo della Consuma. Partecipa alla Unione dei Comuni Valdisieve Valdarno. Il comune è situato sul percorso del Cammino di Dante, un sentiero di 400 km che collega Firenze a Ravenna in memoria del Sommo Poeta.

## Geografia fisica
- Classificazione sismica: zona 2 (sismicità medio-alta), Ordinanza PCM 3274 del 20/03/2003
- Classificazione climatica: zona D, 1928 GG
- Diffusività atmosferica: bassa, Ibimet CNR 2002

## Storia
Le prime testimonianze dell'abitato di Pontassieve risalgono al medioevo quando la repubblica fiorentina costruì il castello di Sant'Angelo sulla vie di collegamento con la Romagna e il Casentino. La costruzione del ponte mediceo sul fiume Sieve determinò successivamente il nuovo nome della località. Fu un importante centro agricolo, soprattutto vinicolo e sede di mercato fino alla fine dell'Ottocento primi anni del Novecento. In questi anni la costruzione delle linee ferroviarie Firenze-Arezzo prima e Firenze-Borgo San Lorenzo poi permisero lo sviluppo di Pontassieve anche come polo industriale con la creazione delle importanti officine ferroviarie delle FS (adesso parzialmente in disuso), cantine vinicole, vetrerie (convertite in centro commerciale) e cementifici (in semi disuso). Durante la seconda guerra mondiale il nodo ferroviario e l'abitato adiacente furono ripetutamente bombardati dall'aviazione alleata. L'8 giugno 1944 i tedeschi giustiziarono 14 civili in località Pievecchia. La ricostruzione operata nel dopoguerra vide la rinascita di Pontassieve come principale centro della Valdisieve che primeggia per la produzione di artigianato di qualità, tra cui il settore della pelletteria.

### Simboli
Lo stemma era stato adottato dopo il 1773, quando venne istituita la nuova comunità di Pontassieve comprendente i territori di Monteloro e Diacceto, ed è stato in seguito riconosciuto con decreto del capo del governo del 24 ottobre 1928.
Il castello ricorda sia quello dell'antica Filicaja che quello di Sant'Angelo; la croce rossa in campo d'argento è simbolo del Popolo di Firenze. 
Il gonfalone è un drappo di rosso.

## Monumenti e luoghi d'interesse

### Architetture civili
- il Ponte Mediceo sul fiume Sieve, da cui il nome della città.
- Palazzo Sansoni Trombetta, oggi sede del Comune.
- le tre porte dell'antico castello rimaste intatte: Porta Aretina o Torre dell'Orologio, rivolta ad Est; Porta Fiorentina, rivolta ad Ovest; Porta Filicaia, rivolta a Sud ed oggi inglobata in abitazioni di epoca successiva ma ancora ben distinguibile. La quarta porta, orientata a Nord, è andata distrutta.
- l'unico segmento delle mura medievali oggi visibile parte dalla Porta Fiorentina e corre fra i due edifici della Scuola Elementare E. De Amicis e del Cinema Italia. Il progetto di riqualificazione di quest'ultimo prevede un intervento di valorizzazione della cinta muraria in quanto elemento di valore storico.
- Pievecchia eccidio nazifascista 1944

#### Teatri e Cinema
- Teatro Cinema Itallia[10]
- Cinema Teatro dell'Accademia per la Cultura Popolare
- Parco fluviale Fabrizio de André, spazio potenzialmente utilizzabile per cinema all'aperto, concerti, rassegne di danza. Ospita ogni estate un festival-contenitore che comprende serate di musica, ballo e cinema. Il parco è rimasto inutilizzato nel 2012, per poi riaprire nell'estate 2013.

### Architetture religiose
- La fondazione della pieve di Sant'Eustachio in Acone risale al X secolo con il nome di Sant'Eustachio in Jerusalem. Mantenne questo nome fino alla fine del X secolo dopodiché assunse il nome attuale di Pieve di Sant'Eustachio in Acone.
- La fondazione della chiesa di Santa Maria in Acone, come oratorio, risale al 925.
- La chiesa di Sant'Andrea a Doccia è documentata per la prima volta nel 1024 in una bolla del vescovo Ildebrando come possesso del monastero di San Miniato al Monte.
- La pieve di San Giovanni a Rèmole, ricordata dal 955, fu a capo di un piviere esteso su entrambe le sponde dell'Arno. Presenta un impianto a tre navate divise da pilastri, con copertura lignea.
- L'antica pieve dei Santi Gervasio e Martino a Lobaco, dedicata a San Gervasio e posta in località Alpiniano, è citata già dall'XI secolo.
- Il Santuario della Madonna delle Grazie, detto anche Santuario della Madonna del Sasso.
- La prima documentazione della chiesa di San Martino a Molin del Piano risale al secolo XIII. Su di essa ebbero il patronato il vescovo di Fiesole e la famiglia Saltarelli.
- La pieve di San Lorenzo a Montefiesole è citata come collegiata nel 1190 e come pieve nel 1461, sorge in prossimità delle rovine del castello dei vescovi di Firenze di cui essa stessa era dominio.

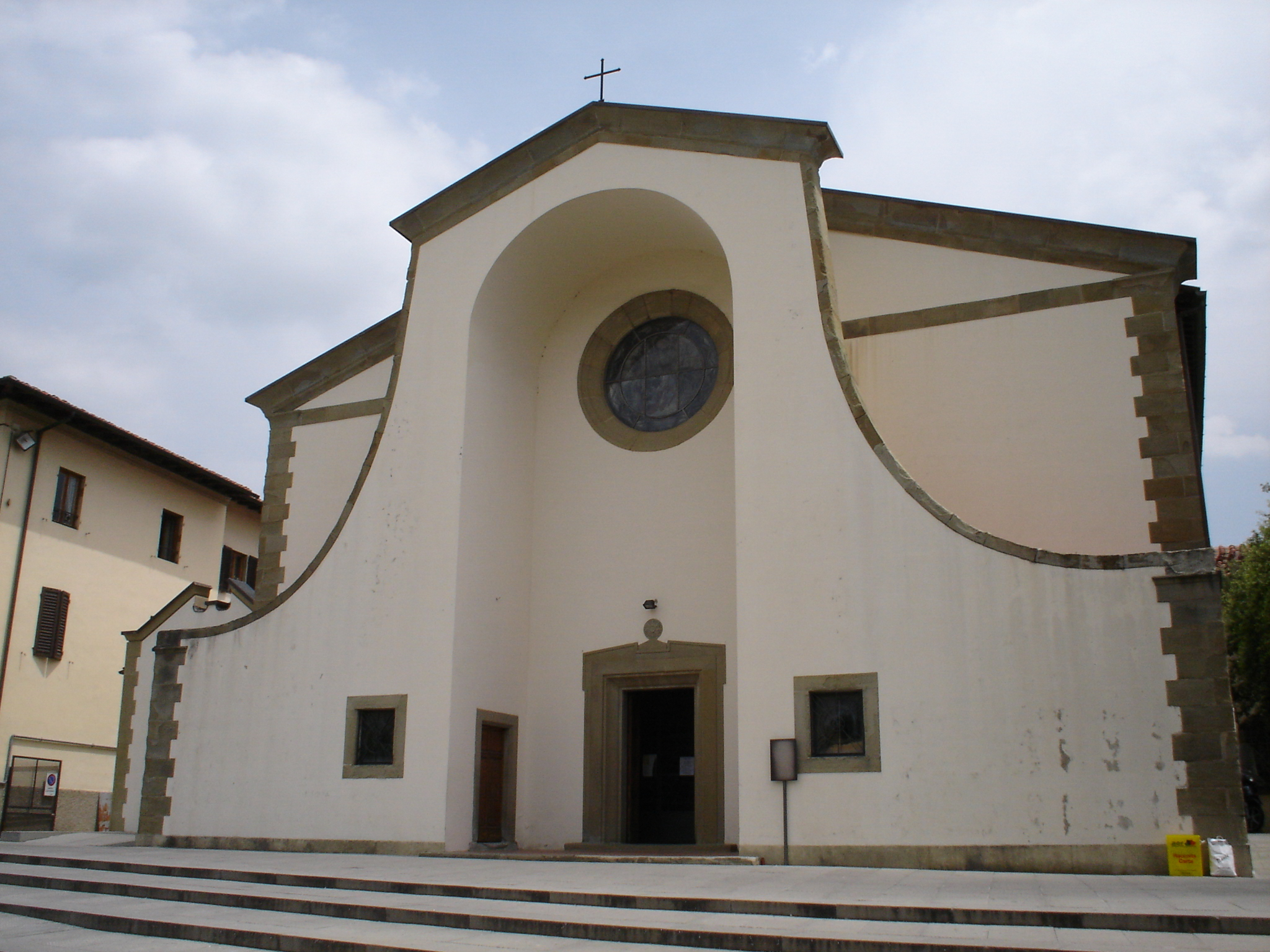
Chiesa di San Michele Arcangelo

- La prepositura di San Michele Arcangelo: la chiesa di Sant'Angelo a Sieve, così denominata fino al secolo XVII quando prese il titolo di San Michele, è documentata dagli inizi del secolo XIII. Completamente rifatta nel secolo XVIII, fu consacrata nel 1788. Distrutta nel corso della seconda guerra mondiale fu integralmente ricostruita su progetto dell'architetto Guido Morozzi.
- La chiesa dei Santi Martino e Giusto a Quona, originariamente dedicata a San Martino, assunse il titolo di San Giusto in seguito alla soppressione di questa chiesa i cui resti sono stati riportati alla luce nei pressi del castello di Quona.
- La chiesa di Santa Brigida (Pontassieve)
- La chiesa di San Giovanni Battista a Monteloro
- La chiesa di San Giovanni Gualberto in zona Villini a Pontassieve, in stile moderno.
- La chiesa di San Francesco pur trovandosi amministrativamente nel Comune di Pelago, è situata nel sobborgo subito oltre il ponte sulla Sieve che storicamente ha sempre fatto parte della comunità di Pontessieve.

#### Ville
- Villa di Gricigliano in località Gricigliano
- Villa Bossi, in via dello Stracchino 32
- Villa di Masseto
- Villa di Grignano

## Società

### Evoluzione demografica

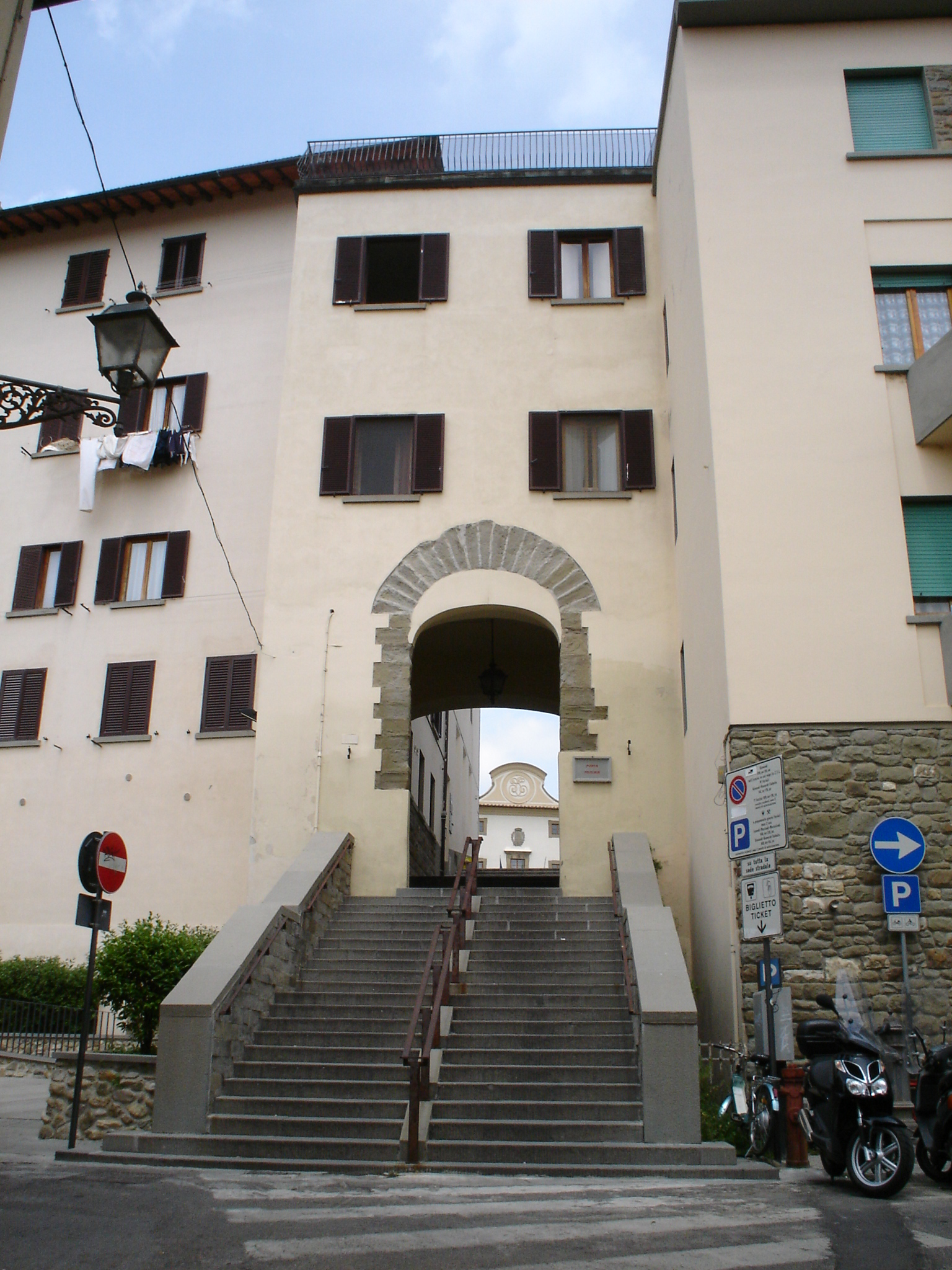
Porta Filicaia

Abitanti censiti

### Etnie e minoranze straniere
Gli stranieri residenti a Pontassieve al 1° gennaio 2024 sono 2.095 e rappresentano il 10,4% della popolazione residente. La comunità straniera più numerosa è quella proveniente dall'Albania con il 22,9% di tutti gli stranieri presenti sul territorio, seguita dalla Romania (15,6%) e dal Marocco (7,5%) e Cina (6,9%).

## Cultura

### Musica
- Filarmonica Giacomo Puccini di Molino del Piano, uno dei complessi bandistici più antichi della Toscana, che nel 2011 ha compiuto 150 anni dalla sua nascita.[13]
- Filarmonica Giuseppe Verdi di Pontassieve. Fondata nel 1827, è sempre stata una banda di elevato livello esecutivo, con un picco di notorietà nazionale intorno al 1907, quando rappresentò l'Italia a Parigi per il centenario della nascita di Giuseppe Garibaldi[14], vincendo il primo premio.[senza fonte]

## Infrastrutture e trasporti

### Ferrovie
All'interno del territorio di Pontassieve ci sono due stazioni ferroviarie:
- Stazione di Pontassieve: è la più importante stazione del comune ed unisce le linee Firenze-Roma e Pontassieve-Borgo San Lorenzo; la stazione si trova nella zona centrale del paese.
- Stazione di Sieci: si trova in località Le Sieci ed è servita dalla linea ferroviaria Firenze-Roma.

## Amministrazione
Di seguito è presentata una tabella relativa alle amministrazioni che si sono succedute in questo comune.
| Periodo          | Periodo          | Primo cittadino | Partito                                                       | Carica  | Note   |
| ---------------- | ---------------- | --------------- | ------------------------------------------------------------- | ------- | ------ |
| 9 luglio 1985    | 29 giugno 1990   | Giuseppe Maturi | Partito Comunista Italiano                                    | Sindaco | [ 15 ] |
| 3 luglio 1990    | 18 dicembre 1992 | Giuseppe Maturi | Partito Comunista Italiano Partito Democratico della Sinistra | Sindaco | [ 15 ] |
| 18 dicembre 1992 | 24 aprile 1995   | Mauro Perini    | Partito Democratico della Sinistra                            | Sindaco | [ 15 ] |
| 24 aprile 1995   | 14 giugno 1999   | Mauro Perini    | Partito Democratico della Sinistra Democratici di Sinistra    | Sindaco | [ 15 ] |
| 14 giugno 1999   | 14 giugno 2004   | Mauro Perini    | Democratici di Sinistra                                       | Sindaco | [ 15 ] |
| 15 giugno 2004   | 8 giugno 2009    | Marco Mairaghi  | Democratici di Sinistra Partito Democratico                   | Sindaco | [ 15 ] |
| 8 giugno 2009    | 27 maggio 2014   | Marco Mairaghi  | Partito Democratico                                           | Sindaco | [ 15 ] |
| 27 maggio 2014   | 27 maggio 2019   | Monica Marini   | Partito Democratico                                           | Sindaco | [ 15 ] |
| 27 maggio 2019   | 9 giugno 2024    | Monica Marini   | Partito Democratico                                           | Sindaco | [ 15 ] |
| 10 giugno 2024   | in carica        | Carlo Boni      | Partito Democratico                                           | Sindaco | [ 16 ] |

### Gemellaggi
Pontassieve è gemellata con:
- Znojmo, dal 1963
- Saint-Genis-Laval, dal 2000
- Griesheim, dal 2008

Pontassieve ha stretto patti d'amicizia con:
- Tifariti, dal 1987
- Belém, dal 2001

### Consulta Giovani
Nel 2023 nasce il progetto Consulta Giovani Pontassieve per dare voce ai giovani ragazzi del paese. Un organo del Comune di Pontassieve che vuole proporre eventi sul territorio.

## Sport
- A.S.D. Valdisieve -  Iscritta al campionato nazionale di serie C di Basket
- A.S.D. Pontassieve 1923 - Militante nel girone C di Eccellenza. È nata nel 1923.
- A.S.D. Volley Pontemediceo
- A.S.D. Volley Castel sant'Angelo
- A.S.D. Valdisieve Rugby
- Polisportiva E. Curiel
- G.S.D. Libertas La Torre Pallamano - Podismo
- Unione Sportiva Pontassieve
- Torre N. Pallanuoto Pontassieve
- A.S.D. Boxe Valdisieve
- A.S.D. Polisportiva Sieci - nella frazione di Le Sieci
- A.S.D Bicipedia